# Julia Woolf
Pour les articles homonymes, voir Woolf.
Sophia Julia Woolf, née en 1831 à Londres et morte le 20 novembre 1893 à West Hampstead, est une compositrice et pianiste anglaise connue pour ses chansons et un opéra.

## Biographie
Julia Woolf est née en 1881, à Londres. Son père est John Woolf, un fourreur. Elle a deux sœurs. Elle commence à étudier la musique à cinq ans et en 1846 elle entre à la Royal Academy of Music sur les conseils de Cipriani Potter qui y sera son professeur. Elle est élue trois fois King's Scholar (en) de l'école,,.
Elle a été mariée à John Isaacson. La fille de Woolf, Maud, est la mère du musicien Vivian Ellis.
Elle a été élue Fellow de la Royal Academy of Music,.
Elle meurt le 20 novembre 1893 à West Hampstead, à l'âge de 62 ans.

## Œuvres
Woolf a composé des pièces pour piano et des chansons pour des productions théâtrales. Un critique décrit son opéra Carina dans le New York Times :
« "Carina", the new comic opera produced at the Opera Comique to-night, gives every indication of achieving a pronounced success: The story is light and good, the comedy opportunities are numerous, and the music is artistically firm and popularly pleasing. »
« Carina », le nouvel opéra comique produit à l'Opéra Comique ce soir, donne tous les indices d'un fort succès : l'histoire est légère et bonne, les opportunités de comédie sont nombreuses et la musique est artistiquement solide, populaire et agréable. »
- Carina - Opéra comique, musique de Julia Woolf, livretd'E.L. Blanchard et Cunningham Bridgman, première à l'Opéra Comique, Londres, 27 septembre 1888[7].

## Source
- (en) Cet article est partiellement ou en totalité issu de l’article de Wikipédia en anglais intitulé « Julia Woolf » (voir la liste des auteurs).